# بوم بيتش

صورة من اللعبة واستراتيجية الدفاع عن القلعة من الهجمات المعادية.

لعبة «بوم بيتش» هي لعبة استراتيجية من تصميم شركة سوبر سيل الفنلندية الرائدة في مجال ألعاب الجوال، لعبة بوم بيتش تمزج بين الهجوم على لاعبين كأفراد وعلى تحالف من اللاعبين الاخرين، اللاعبين في بوم بيتش يمكن لهم بناء قواعدهم العكسرية الخاصة، وتطوير دفاعات بدفع مبالغ معينة للشركة، وقد صنفت لعبة boom beach من بين العشرة ألعاب الأفضل على الإطلاق في عالم الهواتف الذكية.

## فكرة اللعبة
في بوم بيتش يربح اللاعبون مع كل هجوم قدرا من الجواهر والحجارة والذهب والخشب والحديد الذين يساعدهم على بناء حصونهم والتطور إلى مستويات اعلى في اللعبة، ويمكن للاعب ان يجني الجواهر سواء بالدخول في حروب مع اعداءه أو بدفع مبالغ مالية حقيقية.
عليك السيطرة على بعض الممتلكات والممرات البحرية لكسب النقاط والإيرادات والتموينات لدعم مدينتك أو قريتك وقبل البدئ في القتالات عليك اولاً تزويد جنودك ومقاتلينك الخاص بك بجميع الاسلحة النارية والقنابل المميتة بعدها يمكنك التخطيط والهجوم على جزيرة ما من اجل الاستيلاء عليها وعلى جميع ممتلكاتها وضمها إلى امبراطوريتك الخاصة ولا تنسى الدفاع عن نفسك في حالة واجهت أي هجوم مفاجئ من طرف بعد الاعداء الذين يسعون إلى الإطاحة بك

## روابط خارجية
- بوم بيتش على موقع Google Play (الإنجليزية)
- بوم بيتش على موقع IMDb (الإنجليزية)

موقع لعبة Boom Beach الرسمي على الإنترنت.
رابط تحميل لعبة Boom Beach على أجهزة الآي أو إس.
رابط تحميل لعبة Boom Beach على أجهزة الأندرويد.